# Program Surveyor

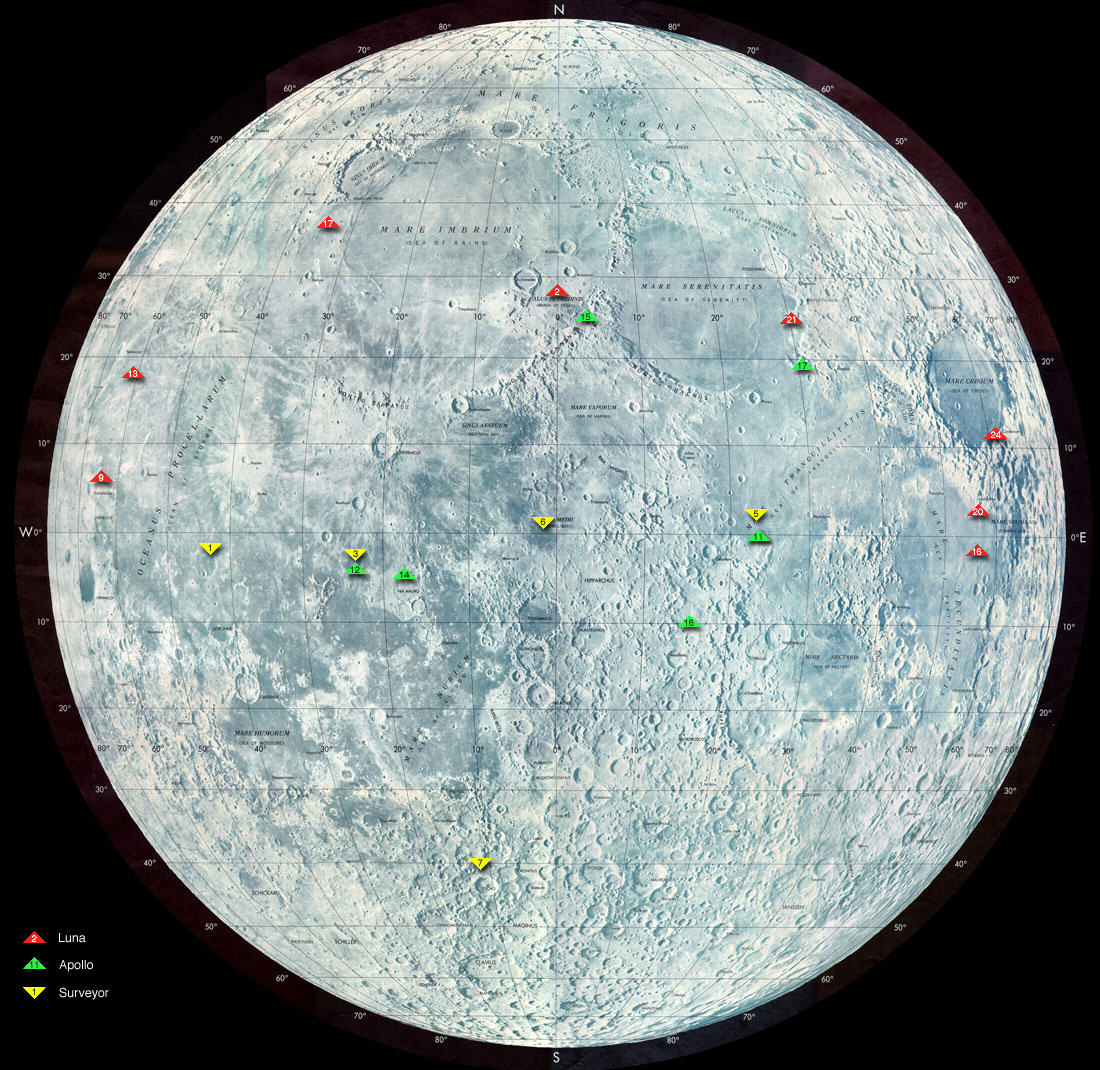
Žlutě jsou vyznačena místa přistání sond Surveyor

Program Surveyor byl program amerických bezpilotních sond určených pro měkké přistání na Měsíci. V letech 1966 až 1968 jej řídila agentura NASA v rámci přípravy přistání lidí v programu Apollo.

## Cíle programu
Po předchozích zčásti úspěšných programech Pioneer a Ranger následoval náročnější program, jehož cílem bylo připravit podmínky pro připravované přistání Američanů na Měsíci v rámci programu Apollo. Konkrétním úkolem programu Surveyor bylo vyslat v období let 1966 až 1968 sérii deseti sond, které by měkce přistály na povrchu a provedly základní průzkum. Studie k tomuto programu byly zahájeny již v roce 1960. Program byl po úspěchu prvního Surveyoru zásadně upraven, mj. zredukován na sedm misí. Důvodem byly i potřebné úspory v rozpočtu NASA. Sondy 1 až 4 vynesla nosná raketa Atlas Centaur D, zbývající tři novější Atlas Centaur 1A.

## Seznam sond
- Surveyor 1, start v květnu 1966, měkké přistání na Měsíci, 11 147 fotografií, velký úspěch.
- Surveyor 2, start v září 1966, tvrdý dopad na Měsíc bez výsledků, neúspěch.
- Surveyor 3, start v dubnu 1967, měkké přistání, fotografování, úspěšná. Později poblíž přistálo Apollo 12.
- Surveyor 4, start v červenci 1967, tvrdý dopad bez spojení, neúspěch.
- Surveyor 5, start v září 1967, měkké přistání, měření povrchu, úspěšná mise.
- Surveyor 6, start v listopadu 1967, úspěch jako předchozí.
- Surveyor 7, start v lednu 1968, úspěch jako předchozí dvě mise.

Program doplňovaly tři nečíslované zkušební lety, které byly v COSPAR označeny:
- Zkušební let 1 – 1965-064A
- Zkušební let 2 – 1966-030A
- Zkušební let 3 – 1966-095A

## Vybavení
Vybavení sond se postupem času variantu od varianty zvyšovalo. Startovní hmotnost sond se pohybovala v rozmezí 995 až 1037 kg, přistávací hmotnost činila 279 až 286 kg. Měly mj. panoramatickou televizní anténu, některé mechanickou lopatku a přístroje k analýze povrchu, teploty a dalších parametrů.